# Dimidiochromis kiwinge
Dimidiochromis kiwinge es una especie de peces de la familia Cichlidae en el orden de los Perciformes.

## Morfología
Los machos pueden llegar alcanzar los 30 cm de longitud total y 515 g de peso.

## Alimentación
Come peces, incluyendo Engraulicypris sardella y especies de los géneros Copadichromis y Mchenga.

## Hábitat
Es una especie de clima tropical

## Distribución geográfica
Se encuentran en África: lago Malawi y lago Malombe.